# لورا مرسینی-هاتن
لورا مرسینی-هاتن (انگلیسی: Laura Mersini-Houghton) فیزیکدان و کیهان‌شناس آلبانیایی است.
او در ۹ ژوئن ۲۰۱۴ مقاله‌ای مبنی بر وجود نداشتن سیاه‌چاله‌های فضایی منتشر کرد.